# Suberites ficus
Suberites ficus är en svampdjursart som först beskrevs av Johnston 1842.  Suberites ficus ingår i släktet Suberites och familjen Suberitidae. Arten är reproducerande i Sverige. Inga underarter finns listade i Catalogue of Life.